# Samiran
Samiran is een bestuurslaag in het regentschap Boyolali van de provincie Midden-Java, Indonesië. Samiran telt 3611 inwoners (volkstelling 2010).